# Ouragan Felix (2001)
Pour les articles homonymes, voir Ouragan Felix (homonymie).
L’ouragan Felix est le septième système tropical de la saison cyclonique 2001 dans l'océan Atlantique nord et le cinquième à recevoir un nom. Il s'agit d'un ouragan capverdien qui a atteint la catégorie 3 dans l’échelle de Saffir-Simpson mais qui est toujours resté en mer. Aucun dommage ni pertes de vie ne lui est associé.

## Évolution météorologique
Une onde tropicale associée à une faible dépression de surface quitte la côte africaine le 5 septembre 2001. À 600 kilomètres à l'Ouest du Cap-Vert, elle devient la dépression tropicale Sept le 7 septembre. Celle-ci se déplace rapidement vers l'Ouest, mais redevient une onde tropicale le lendemain, son rapide déplacement ayant séparé les bandes orageuses du centre du système. L'onde a poursuit va progression vers l'ouest à 15 nœuds durant 36 heures dans une zone de cisaillement des vents défavorable à son développement. 
Grâce à un affaiblissement du cisaillement, l'onde s'est réorganisée en fin de journée du 9 septembre. La circulation cyclonique est réapparue suffisamment pour retrouver le qualificatif de dépression tropicale vers 06h TU le 10 septembre 2001. Elle sera nommée Félix le lendemain. Felix s'oriente progressivement au nord, et devient un ouragan le 13. Il atteint son maximum d'intensité le 14, en tant que deuxième ouragan majeur de la saison. Il s'affaiblit alors progressivement, redescendu au stade de tempête tropicale le 17, puis se dissipe le 19 septembre alors qu'elle se trouve à environ 600 km au sud-ouest des Açores.

## Effets
Au cours de son existence, Felix n'approchera aucune île, ni continent. Des navires ont rapporté des vents de force de coup de vent, de 30 à 35 nœuds. Les Açores ont eu des vents encore moindre car les restes de Felix se sont dissipés rapidement en se déplaçant au sud-ouest des îles.
La pression prise par deux bouées météorologiques, 41644 et 44765, a aidé à confirmer l'intensité de l'ouragan car les photographies des satellites météorologiques étaient peu concluantes une fois que la convection s'est détachée du système.